# Figueroles
Figueroles (en valencien et en castillan) est une commune d'Espagne de la province de Castellón dans la Communauté valencienne. Elle est située dans la comarque de l'Alcalatén et dans la zone à prédominance linguistique valencienne.

## Géographie

Localisation de Figueroles
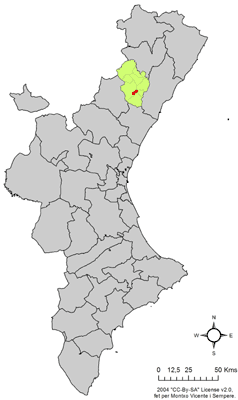
dans la Communauté valencienne.
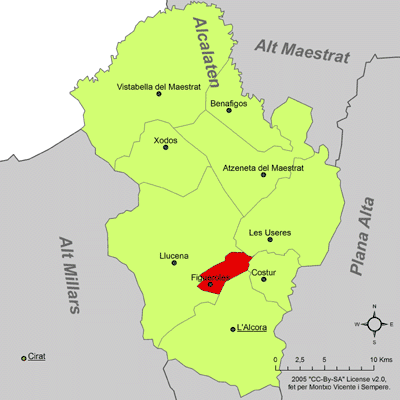
dans la comarque de l'Alcalatén.

## Lieux et monuments
- L'église Saint-Mathieu, du XVIIe siècle ;
- L'ermitage et le calvaire ;
- La Casa dels col·legials, maison du XVIIe siècle.